# Marathon van Tokio 2024
De marathon van Tokio 2024 werd gehouden op werd georganiseerd op 3 maart 2024. 
De wedstrijd werd zowel bij de mannen als de vrouwen in een parcoursrecord gewonnen. Bij de mannen won de Keniaan Benson Kipruto in 2:02.15 en bij de vrouwen de Etiopische Sutume Asefa Kebede in 2:15.55.

## Uitslagen[2]

### Mannen
| plaats | naam                     | nationaliteit | tijd    |
| ------ | ------------------------ | ------------- | ------- |
| Goud   | Benson Kipruto           | Kenia         | 2:02.16 |
| Zilver | Timothy Kiplagat         | Kenia         | 2:02.55 |
| Brons  | Vincent Kipkemoi Ngetich | Kenia         | 2:04.18 |
| 4      | Hailemaryam Kiros        | Ethiopië      | 2:05.53 |
| 5      | Tsegay Getachew          | Ethiopië      | 2:06.25 |
| 6      | Bethwel Kibet            | Kenia         | 2:06.26 |
| 7      | Haimro Alame             | Israël        | 2:06.27 |
| 8      | Simon Kariuki            | Kenia         | 2:06.29 |
| 9      | Yusuke Nishiyama         | Japan         | 2:06.31 |
| 10     | Eliud Kipchoge           | Kenia         | 2:06.50 |
| 11     | Kenya Sonota             | Japan         | 2:06.54 |
| 12     | Kyohei Hosoya            | Japan         | 2:06.55 |
| 13     | Shungo Yokota            | Japan         | 2:07.25 |
| 14     | Shin Kimura              | Japan         | 2:07.34 |
| 15     | Victor Kiplangat         | Oeganda       | 2:07.44 |
| 16     | Bedan Karoki             | Kenia         | 2:07.59 |
| 17     | Yuhei Urano              | Japan         | 2:08.21 |
| 18     | Kenji Yamamoto           | Japan         | 2:08.33 |
| 19     | Benard Kimeli            | Kenia         | 2:08.34 |
| 20     | Toshiki Sadakata         | Japan         | 2:09.15 |

### Vrouwen
| plaats | naam                      | nationaliteit    | tijd    |
| ------ | ------------------------- | ---------------- | ------- |
| Goud   | Sutume Asefa Kebede       | Ethiopië         | 2:15.55 |
| Zilver | Rosemary Wanjiru          | Kenia            | 2:16.14 |
| Brons  | Amane Beriso Shankule     | Ethiopië         | 2:16.58 |
| 4      | Sifan Hassan              | Nederland        | 2:18.05 |
| 5      | Betsy Saina               | Verenigde Staten | 2:19.17 |
| 6      | Hitomi Niiya              | Japan            | 2:21.50 |
| 7      | Meseret Abebayahau        | Ethiopië         | 2:23.08 |
| 8      | Khishigsaikhan Galbadrakh | Mongolië         | 2:26.32 |
| 9      | Tigist Abayechew          | Ethiopië         | 2:28.53 |
| 10     | Ayumi Morita              | Japan            | 2:31.38 |
| 11     | Magdalena Shauri          | Tanzania         | 2:32.58 |
| 12     | Kasumi Nishihara          | Japan            | 2:35.01 |
| 13     | Misato Horie              | Japan            | 2:35.09 |
| 14     | Kaho Nishizawa            | Japan            | 2:36.11 |
| 15     | Shiho Kaneshige           | Japan            | 2:37.27 |
| 16     | Tennile Ellis             | Australië        | 2:39.40 |
| 17     | Meari Oobuchi             | Japan            | 2:39.48 |
| 18     | Yukie Matsumura           | Japan            | 2:40.42 |
| 19     | Haruna Takano             | Japan            | 2:41.08 |
| 20     | Eri Suzuki                | Japan            | 2:42.42 |

## Uitslagen wheelers[3]

### Mannen
| plaats | naam             | nationaliteit    | tijd    |
| ------ | ---------------- | ---------------- | ------- |
| Goud   | Tomoki Suzuki    | Japan            | 1:23.04 |
| Zilver | Daniel Romanchuk | Verenigde Staten | 1:28.32 |
| Brons  | Sho Watanbe      | Japan            | 1:31.02 |

### Vrouwen
| plaats | naam                | nationaliteit       | tijd    |
| ------ | ------------------- | ------------------- | ------- |
| Goud   | Manuela Schar       | Zwitserland         | 1:40.08 |
| Zilver | Eden Rainbow-Cooper | Verenigd Koninkrijk | 1:40.26 |
| Brons  | Susannah Scaroni    | Verenigde Staten    | 1:41.33 |

1. ↑  Geen overwinning in Tokio voor Hassan en Kipchoge. Runner's World (3 maart 2024). Gearchiveerd op 21 maart 2024. Geraadpleegd op 21 maart 2024.
2. ↑  Tokyo Marathon | Results | World Athletics. worldathletics.org. Gearchiveerd op 21 maart 2024. Geraadpleegd op 21 maart 2024.
3. ↑  東京マラソン2024 大会結果 | 東京マラソン 2024 | 東京がひとつになる日。. www.marathon.tokyo. Gearchiveerd op 5 maart 2024. Geraadpleegd op 21 maart 2024.

Tokyo International Marathon (alleen mannen)

1981 · 1982 · 1983 · 1984 · 1985 · 1986 · 1987 · 1988 · 1989 · 1990 · 1991 · 1992 · 1993 · 1994 · 1995 · 1996 · 1997 · 1998 · 1999 · 2000 · 2001 · 2002 · 2003 · 2004 · 2005 · 2006

Tokyo International Women's Marathon (alleen vrouwen)

1979 · 1980 · 1981 · 1982 · 1983 · 1984 · 1985 · 1986 · 1987 · 1988 · 1989 · 1990 · 1991 · 1992 · 1993 · 1994 · 1995 · 1996 · 1997 · 1998 · 1999 · 2000 · 2001 · 2002 · 2003 · 2004 · 2005 · 2006 · 2007 · 2008

Tokyo Marathon (beide)

2007 · 2008 · 2009 · 2010 · 2011 · 2012 · 2013 · 2014 · 2015 · 2016 · 2017 · 2018 · 2019 · 2020 · 2021 · 2022 · 2023 · 2024